# Leo Stelzl
Leo Stelzl (* 6. Mai 1897 in Graz; † 17. November 1949 ebenda) war ein österreichischer Kunstschriftsteller.

## Leben
Stelzl absolvierte von ca. 1911 bis 1915 eine Ausbildung zum Auslagenarrangeur. Später war er als Journalist und ab ca. 1939 als Versicherungsbeamter tätig.
Er schrieb für verschiedene Grazer Blätter wie die Tagespost, Tagblatt, Grazer Volksblatt und Kleine Zeitung. Für Der Lichtblick, die erste illustrierte Grazer Zeitschrift nach 1945, porträtierte Stelzl regelmäßig Künstler, überwiegend aus der Steiermark. Auch im Rundfunk wurden Beiträge von ihm gesendet, wie z. B. über den Maler Switbert Lobisser (Dezember 1936) und den Bildhauer Wilhelm Gösser (Juli 1937) auf dem Sender Graz.
Stelzl verfasste auch einige eigenständige Publikationen. Seine Bühnenstücke Liebe – ein Geschäft und ‘s Spinnweber Reserl wurden 1933 bzw. 1934 am Volkstheater Graz aufgeführt. Im Mai 1936 erschien sein Roman Der unbekannte Soldat in Fortsetzungen im Grazer Sonntagsboten.
Stelzl war unter anderem Mitglied der Genossenschaft der bildenden Künstler Steiermarks und des Steiermärkischen Kunstvereins, dessen Ehrenmitglied er 1936 wurde. Auch gehörte er dem Reichsbund der Schwerhörigen an.
Stelzl lebte in Graz. Er war verheiratet und hatte keine Kinder.

## Werke
- Licht und Schatten. Gedichte. Leuschner & Lubensky, Graz 1931.
- Liebe ein Geschäft. Lustspiel. 1933.
- ‘s Spinnweber-Reserl. Volksstück. 1934.
- Der unbekannte Soldat. Roman. 1936.